# منطقه ۹۰ (قطر)
منطقه ۹۰ یک منطقهٔ مسکونی در قطر است که در الوکره (شهرداری) واقع شده‌است. منطقه ۹۰ ۷۵٫۸ کیلومتر مربع مساحت و ۸۷٬۹۷۰ نفر جمعیت دارد.